# 井上航
井上 航（いのうえ わたる、1994年7月5日 - ）は、日本の男子バレーボール選手である。

## 来歴
広島県広島市出身。小2の頃、友人の誘いがきっかけでバレーボールを始める。
崇徳高等学校、東海大学を経て、2016年12月に、JTサンダーズ（現・JTサンダーズ広島）に内定選手として入団。リーグ戦終了後の第66回黒鷲旗大会でチームの優勝に貢献し、自身も若鷲賞（最優秀新人賞）を受賞した。
2017/18シーズン、V・プレミアリーグにて最優秀新人賞を受賞。
2024年5月、JTを退団。7月に9人制のJT東京ブラスターズへの加入が発表された。

## 受賞歴
- 2017年 - 第66回黒鷲旗全日本選抜大会 若鷲賞（最優秀新人賞）
- 2018年 - 2017/18V・プレミアリーグ 最優秀新人賞

## 所属チーム
- 崇徳高等学校 （2010-2013年）
- 東海大学 （2013-2017年）
- JTサンダーズ広島（2017-2024年）
- JT東京ブラスターズ（9人制）